# Braut von Fallingbostel

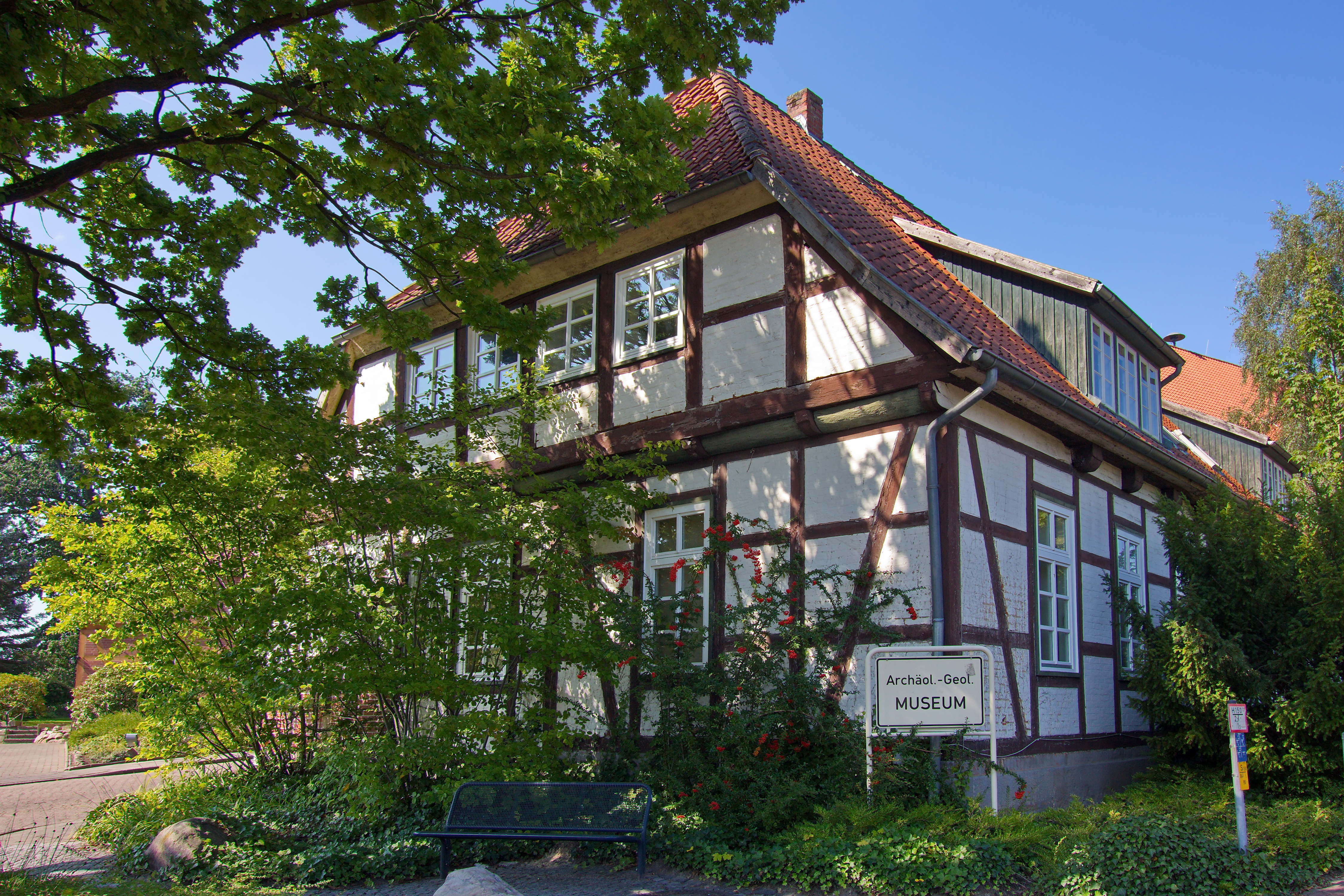
Archäologisch-geologisches Museum in Bad Fallingbostel, in dem das Schmuckensemble ausgestellt ist

Als Braut von Fallingbostel wird ein bronzezeitliches Schmuckensemble bezeichnet, dass aus einer reichen Frauenbestattung stammt. Es wurde 1904 beim Abbau von Sand aus einem Hügelgrab in Fallingbostel entdeckt.
Zum Schmuckensemble gehören Blechröllchen und Noppen aus Bronze als aufwendiger Kopfschmuck, der wahrscheinlich an einer Stoffmütze getragen wurde. Weitere Teile sind eine Lüneburger Radnadel, bronzene Arm- und Halsreifen und eine Halskette aus Bernsteinperlen. An der Halskette hängen herzförmige Bronzeanhänger auf, die in Deutschland typologisch einmalig sind.
Archäologen zufolge sind derartige Schmuckfunde typisch für den ungarischen Donauraum. Sie datieren das Alter des Schmuckensembles in die ältere Bronzezeit um 1700 v. Chr. und halten es für die bedeutendste Grabausstattung dieser Zeitstellung in Norddeutschland. Archäologen vermuten, dass der Schmuck mit seiner Trägerin nach Norddeutschland gekommen ist, die hier beerdigt wurde.
Die Fundstücke sind im Archäologisch-geologischen Museum in Bad Fallingbostel ausgestellt. Zur Demonstration des früheren Aussehens befindet sich dort eine Frauenfigur in zeittypischer Tracht, die das Schmuckensemble trägt.